# Patrizia Busignani
Patrizia Busignani (* 11. Mai 1959 in  San Marino) ist eine san-marinesische Politikerin. Sie war vom 1. April bis 1. Oktober 1993 eine der beiden Capitani Reggenti (Staatsoberhäupter) von San Marino.

## Politik
Busignani war von 1983 bis 1990 Vorsitzende des Partito Socialista Unitario. Sie wurde 1988 erstmals auf der gemeinsamen Liste von PSU und Intesa Socialista in den Consiglio Grande e Generale, das Parlament von San Marino, gewählt. 1990 vereinigte sich der PSU mit dem Partito Socialista Sammarinese. Vom 1. April 1993 bis 1. Oktober 1993 war Busignani gemeinsam mit Salvatore Tonelli Capitano Reggente.
Bei der folgenden Parlamentswahl 1993 zog sie für den Partito Socialista Sammarinese wieder ins Parlament ein. Im Jahr 1997 spalteten sich die Socialisti per le Riforme (SpR) vom PSS ab. Bei der Parlamentswahl 1998 errangen Emma Rossi und Patrizia Busignani die beiden Mandate der SpR, Busigani wurde Fraktionsvorsitzende.
Die SpR wandelten sich in die Riformisti Democratici e Socialisti (RdeS), die sich 2001 mit Partito Progressista Democratico Sammarinese und Idee in Movimento zu einer neuen Partei, dem Partito dei Democratici (PdD), zusammenschlossen, Busignani wurde Vorsitzende der Partei. Sie wurde 2001 für den PdD in den Consiglio Grande e Generale gewählt.
Der PdD schloss sich 2005 mit dem PSS zum Partito dei Socialisti e dei Democratici (PSD) zusammen. Busignani übernahm 2007 den Parteivorsitz des PSD, trat jedoch 2009 wieder zurück. Busignani koordinierte ab 2006 in San Marino die Kampagne des Europarats gegen die Gewalt gegenüber Frauen. 2011 gehörte sie dem Komitee an, das ein Referendum über den EU-Beitritt San Marinos vorbereitete. Das Referendum fand am 20. Oktober 2013 statt, scheiterte jedoch, da das Quorum von 32 % der Wahlberechtigten nicht erreicht wurde.